# Я и другие
«Я и други́е» — научно-популярный фильм 1971 года, снятый на киностудии «Киевнаучфильм» режиссёром Феликсом Соболевым. Фильм состоит из ряда социально-психологических экспериментов. Наибольшую известность приобрел эксперимент на внушаемость, или на конформность, поставленный с детьми дошкольного возраста.
Наряду с двумя другими фильмами Феликса Соболева «Биосфера! Время осознания» и «Семь шагов за горизонт» входит в число 100 лучших фильмов в истории украинского кино.

## Сюжет
Фильм состоит из документальных съёмок проводимых психологических экспериментов, голос диктора за кадром комментирует ход эксперимента и реакцию людей. Эксперименты демонстрируют, что человек «додумывает» детали, которые не смог запомнить, и как некоторые люди поддаются мнению окружающих — иногда очевидно абсурдному. Эксперименты подготовлены и проведены кандидатом психологических наук Валерией Мухиной.

### Нападение
Перед студентами проводится лекция. Лектор объясняет, что показаниям свидетелей не следует доверять, так как людям свойственно ошибаться. Внезапно в аудиторию врываются несколько человек — одни стреляют из автоматов в воздух, другие хватают и уводят лектора, а затем все быстро уходят. Разумеется, это инсценировка. Вернувшийся невредимым лектор просит студентов описать только что произошедшие события. Студенты дают самые различные и противоречивые показания: во что был одет каждый из нападавших, чем вооружён, каким именно образом нападавшие удалили лектора из аудитории — да и сколько нападавших было вообще. Одна студентка даже «опознала» одного из нападавших, с полной убеждённостью указав на одного из дежуривших в аудитории сотрудников милиции.

### Учёный или убийца
Психолог (Валерия Мухина, которая проводит и все последующие эксперименты) выбирает добровольцев из аудитории и приглашает их в отдельную комнату, а затем вызывает по одному. Каждому демонстрируется один и тот же портрет пожилого человека — только одним психолог представляет его как видного учёного, а другим — как опасного преступника. Задача испытуемых — составить психологический портрет этого человека. В зависимости от того, каким образом был представлен изображённый человек, испытуемые находят в чертах его лица положительные или отрицательные признаки, «характерные» для учёных мужей или преступников.

### «Обе белые»
На столе две пирамидки: чёрная и белая. В эксперименте участвуют четыре ребёнка, которым задают вопрос о цвете пирамидок; трое из них по предварительной договорённости с экспериментатором утверждают, что обе пирамидки белые. Четвёртый ребёнок в большинстве случаев утверждает то же самое — но когда экспериментатор просит его взять чёрную пирамидку, ребёнок успешно выполняет просьбу.

### Сладкая солёная каша
Каша в тарелке на три четверти посыпана сахаром, а оставшийся участок — солью. Четырём детям по очереди дают попробовать ложку каши с этой тарелки и спрашивают, какая она на вкус. Первым трём достаётся каша, взятая с посыпанных сахаром секторов, и они искренне говорят, что каша сладкая. Четвёртому ребёнку, который и является испытуемым, достаётся каша с сектора, посыпанного солью. Отвечая на вопрос экспериментатора, он тоже утверждает, что каша сладкая, но тем не менее всемерно отказывается от предложения съесть ещё одну ложку «сладкой» каши.

### Портреты
Группе студентов демонстрируется пять разных портретов пожилых людей. Из группы выделяется доброволец-испытуемый и выводится из комнаты; в его отсутствие группа договаривается безосновательно утверждать, что два портрета из представленных на самом деле принадлежат одному и тому же человку. Испытуемый возвращается в комнату, и экспериментатор поочерёдно интересуется мнением участников. Несмотря на то, что изначально испытуемый определяет все портреты как разные, он постепенно соглашается с очевидно неверной аргументацией большинства.
Эксперимент усложняется: на этот раз группа утверждают, что одному и тому же человеку принадлежат фотографии пожилых женщины и мужчины. Несмотря на ещё более значительную и очевидную разницу, многие испытуемые соглашаются с мнением большинства и в этом случае.

### «Обе белые» среди взрослых
Те, кто согласился с мнением большинства относительно портретов в предыдущем эксперименте, участвуют в тесте с двумя пирамидками, чёрной и белой. Подставные люди называют обе пирамидки белыми. Несмотря на далеко не детский возраст, некоторые испытуемые вновь не готовы противопоставить своё личное мнение коллективному и называют чёрную пирамидку белой.

### Тир
Эксперимент проводится среди школьников среднего возраста. Перед испытуемым две мишени. Как инструктирует испытуемого экспериментатор, при выстреле в левую мишень автомат выдаст рублёвую монету, которую школьник сможет забрать себе; при выстреле в правую — монета упадёт в копилку и будет израсходована на общие нужды класса. Перед началом эксперимента, по его утверждению, на мишенях загорятся лампочки, которые покажут количество выстрелов, сделанных в одну и в другую мишень. Затем экспериментатор покидает комнату, «чтобы не оказывать влияния на выбор испытуемого» (которого тем временем снимает скрытая камера). На левой мишени загорается гораздо больше лампочек, чем на правой, демонстрируя, что «в свою пользу» было якобы сделано значительно больше выстрелов, чем «в пользу класса». Тем не менее 80 % учеников идут против «выбора большинства одноклассников» и стреляют в правую мишень, демонстрируя, что ставят коллективный интерес выше личного.

## Ремейк
В 2010 году режиссёром Всеволодом Бродским для канала «ТВ-3» был снят ремейк фильма 1971 года. В фильме отображены те же самые эксперименты, за исключением эксперимента с тиром. Ситуации рассматриваются в этом фильме более детально. Например, в эксперименте с портретами показано, что некоторые люди не соглашаются с мнением большинства не из-за того, что имеют собственное мнение, а просто из-за своего желания идти наперекор.
В 2022 году под руководством Елены Остапенко была снята социальная реклама, в которой на детском примере был описан эксперимент с пирамидками.

## Съёмочная группа
- режиссёр: Феликс Соболев
- сценарист: Юрий Аликов
- научный консультант: Артур Петровский
- оператор: Леонид Прядкин
- художник: Кирилл Бобровников
- композитор: Яков Цегляр
- звукооператор: Леонид Мороз
- монтажёр: Н. Соболева
- ассистенты режиссёра: Н. Дзенкевич, С. Новофастовский
- ассистенты оператора: Николай Мандрич, Л. Бернацкий
- редактор: Игорь Татков
- директор: Г. Смертенко
- текст читает Алексей Консовский[источник не указан 3134 дня]

## Награды
- 1971 — Международный кинофестиваль в Оломоуце (Чехословакия): Приз и диплом